# Bondi Beach (pláž)

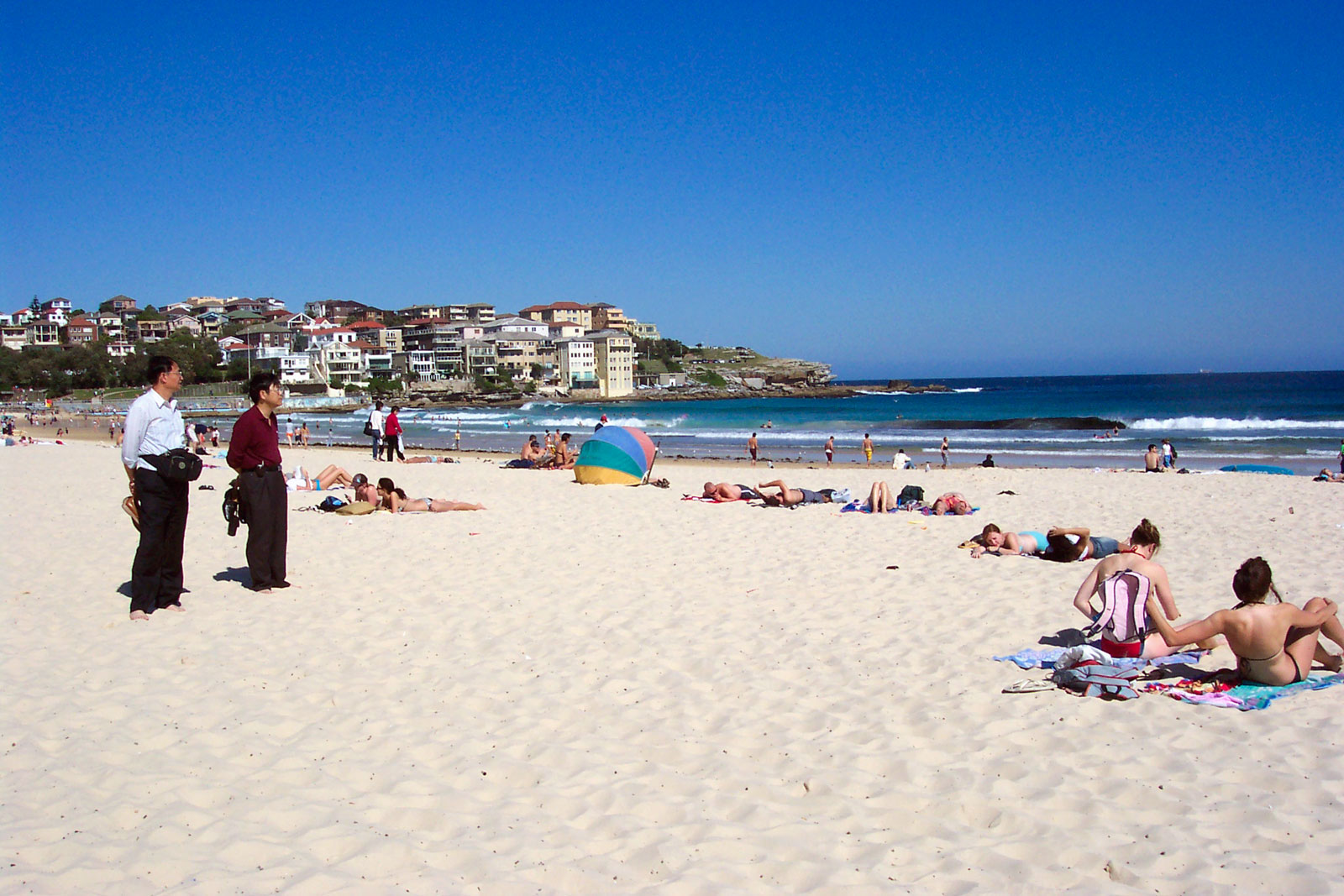
Pláž Bondi, od 20. let 20. století velké lákadlo milovníků pláží

Bondi Beach (výslovnost: ['bɒndaɪ bit͡ʃ]IPA) je nejpopulárnější pláž v Sydney, hlavním městě australského státu Nový Jižní Wales. Nachází se na východním pobřeží jen sedm kilometrů od centra městské oblasti Bondi, po níž získala jméno. Sama naopak dala jméno nejbližšímu okolí, čtvrti Bondi Beach.
Pláž je dlouhá zhruba kilometr, druhá nejdelší v jihovýchodní části pobřeží Sydney (první je Maroubra Beach) a je oblíbená pro běžnou rekreaci i pro surfing. Každoročně ji navštíví statisíce návštěvníků, obvyklá letní návštěva představuje 40 tisíc lidí každý víkend, oblíbená je zvláště o Vánocích. Přesto se současné návštěvy nevyrovnají až dvěstětisícovým davům, které se zde pravidelně rekreovaly ve 20. letech 20. století.

## Historie

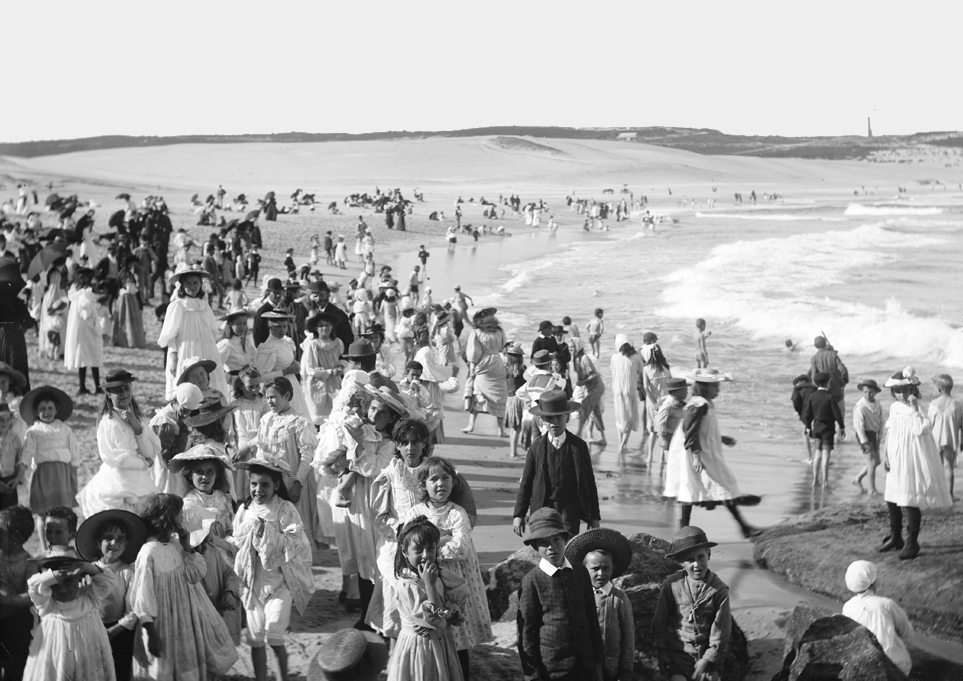
Pláž Bondi kolem roku 1900

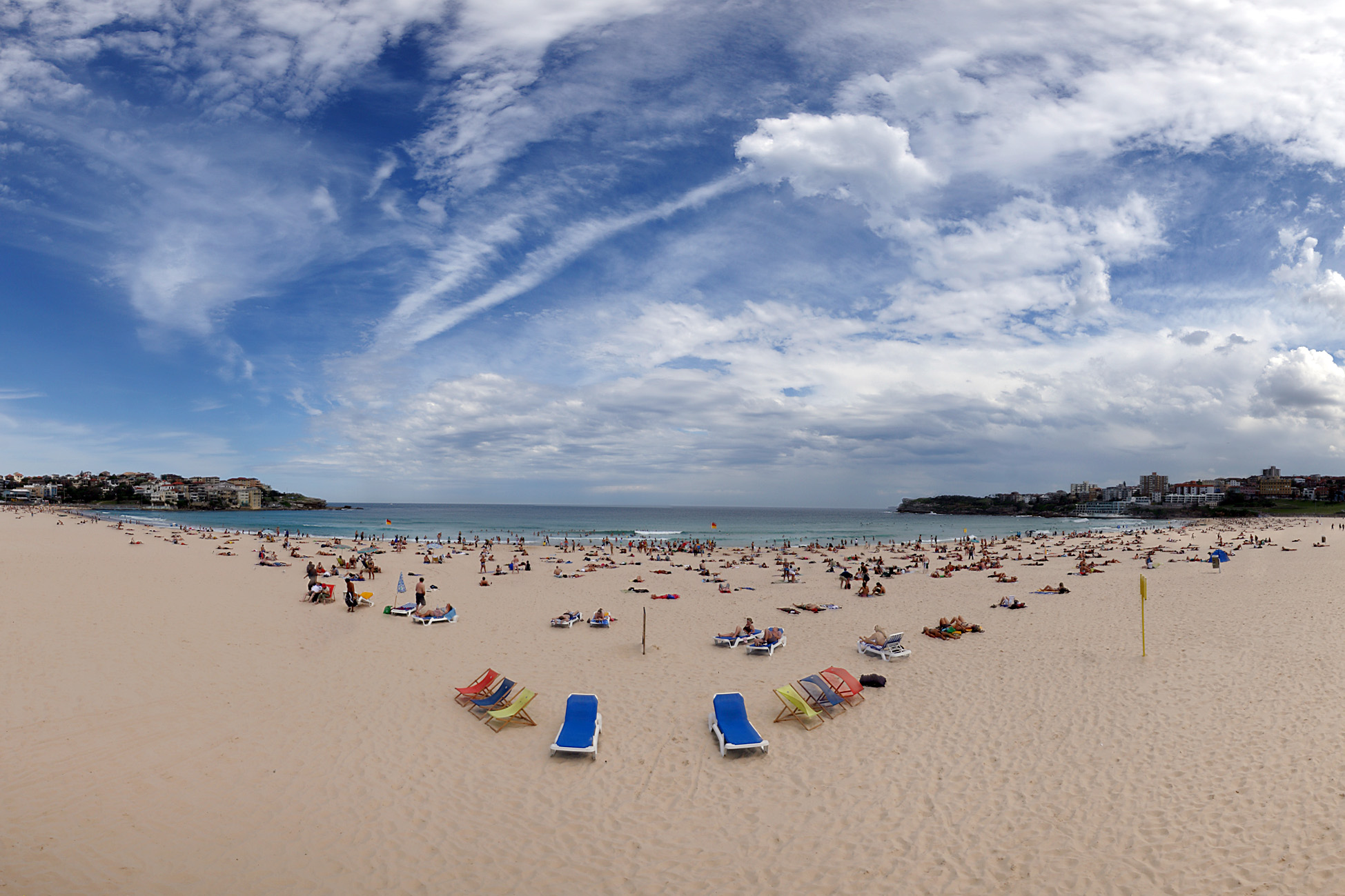
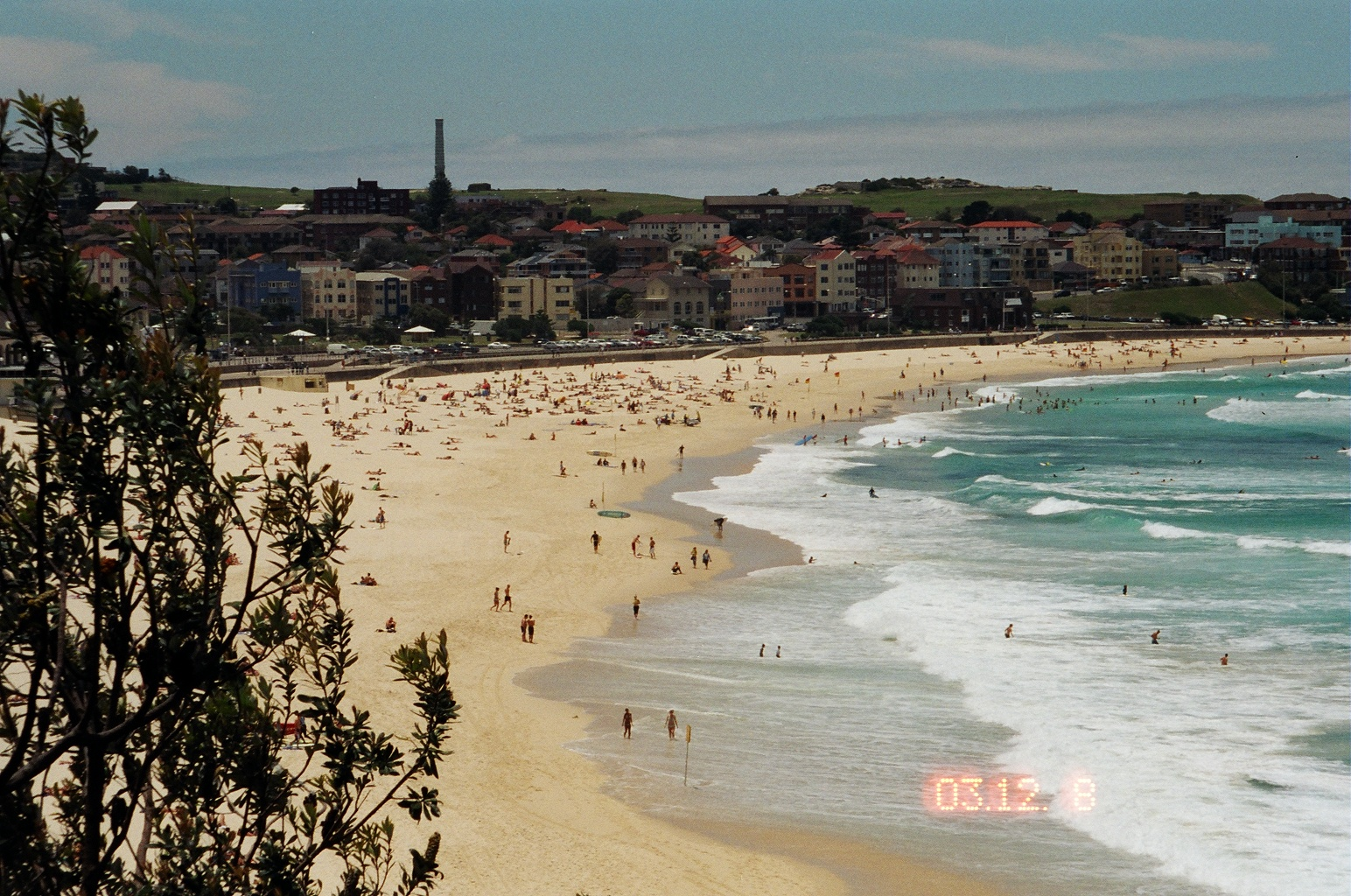
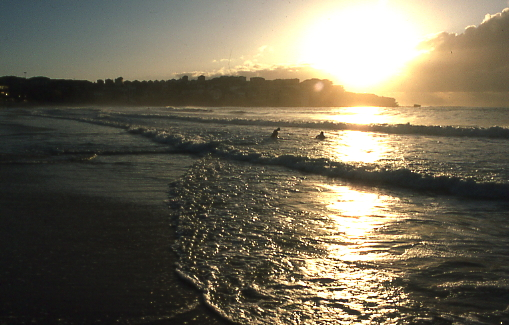
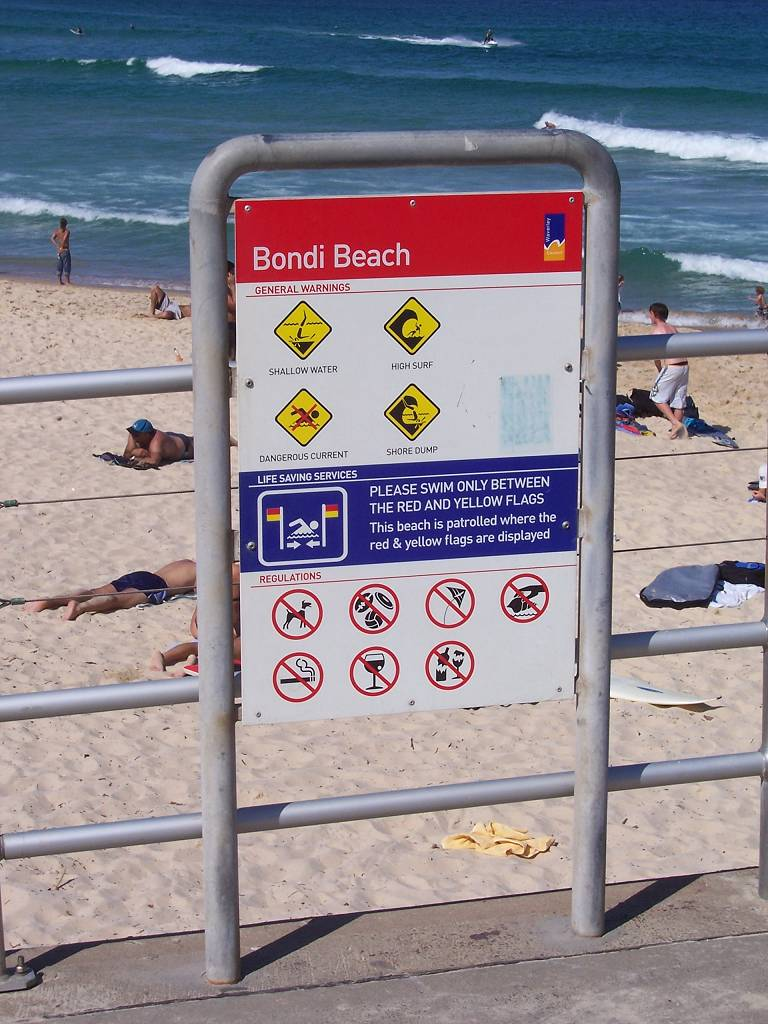

Jméno Bondi pochází z austrálského slova označujícího zvuk vln.
V roce 1851 získali pláž a její okolí vydavatel listu Sydney Monitor Edward Smith Hall a jeho zeť Francis O’Brien, který později pláž otevřel veřejnosti. Definitivně ji za veřejnou vyhlásila městská rada 9.  června 1882.
Ve 20. století ovlivnily podobu pláže Bondi a zástavby okolo ní hlavně vlny přistěhovalců, především uprchlíků před nacistickým holocaustem. Židé z Německa, Polska, Československa i dalších zemí převzali uvolněné domy po místních obyvatelích, kteří je z obavy před útoky Japonců z moře opustili a přestěhovali se hlouběji do vnitrozemí. Pláž ale byla ve skutečnosti zasažena z moře pouze jednou a útok nezpůsobil velké škody. Ke konci 20. století se ze čtvrti Bondi Beach kolem pláže stala jedna z nejprestižnějších a nejdražších rezidenčních čtvrtí v Sydney.

## Sport a rekreace
Surfing lze provozovat na různě obtížných úsecích. Zatímco na severu je náročnost nízká, na jihu pláže ji zvyšuje zpětný proud zvaný Backpackers Express (Batůžkářský expres). Bezpečnost pláže zajišťuje v létě i podvodní síť proti žralokům.
Každoročně na pláži Bondi končí 14 km dlouhý rekreační běžecký závod City to Surf (Z města k surfu), jehož se účastní na 60 000 běžců. Koná se tu i Flickerfest, největší australský festival krátkých filmů a největší světové sochařské setkání pod otevřeným nebem Sculpture by the Sea
Na pláži Bondi byl už v roce 1906 založen Bondi Surf Life Saving Club, jeden z prvních záchranářských klubů na světě. V roce 1929 vznikl také plavecký klub Bondi Icebergs.

## Letní olympijské hry 2000
V roce 2000 se pláž Bondi stala jedním z dějišť soutěží Letních olympijských her. Byl tu vybudován montovaný stadion pro plážový volejbal s kapacitou 10 000 míst. Pláž dostala kvůli své popularitě přednost před jinými sydneyskými plážemi – nedalekou Coogee a vzdálenější Manly. Záměr vybudovat stadion na tomto místě původně vyvolal odpor ekologů i místních obyvatel, někteří se dokonce pokoušeli svou přítomností zabránit výstavbě stadionu. V průběhu Her si ale místo získalo oblibu mezi sportovci díky skvělé atmosféře. Brzy po skončení Her byl stadion podle původních dohod rozebrán a v současnosti jsou místními úřady všechny míčové hry na pláži – včetně plážového volejbalu – zakázány.